# Ommatius infuscatus
Ommatius infuscatus là một loài ruồi trong họ Asilidae. Ommatius infuscatus được Scarbrough miêu tả năm 1990. Loài này phân bố ở vùng Tân nhiệt đới.